# Sergio Ghisalberti

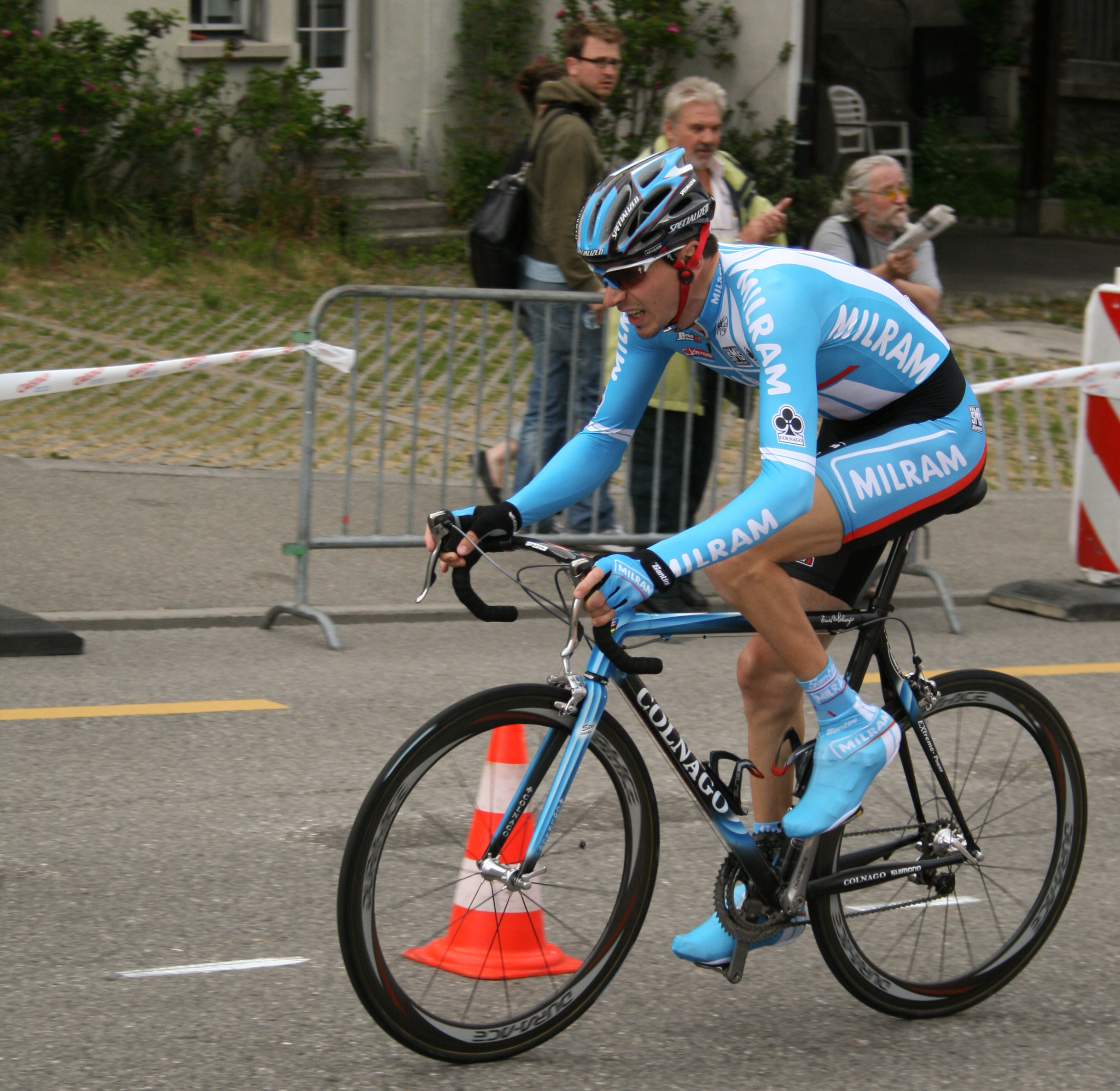
Sergio Ghisalberti bei der Tour de Romandie 2007

Sergio Ghisalberti (* 10. Dezember 1979 in San Giovanni Bianco) ist ein ehemaliger italienischer Radrennfahrer.
Sergio Ghisalberti gewann 2003 den Piccolo Giro di Lombardia und bekam daraufhin einen Vertrag bei der italienischen Mannschaft De Nardi. Im folgenden Jahr wurde er in das ProTeam Domina Vacanze übernommen. Er bestritt unter anderem die Vuelta a España. Ab 2006 fuhr Ghisalberti für das deutsch-italienische Team Milram. Bei der Tour de Romandie 2006 wurde er Neunter in der Gesamtwertung, kurz darauf beim Giro d’Italia 21. im Endklassement.

## Palmarès
2003
- Piccolo Giro di Lombardia

## Teams
- 2004 De Nardi
- 2005 Domina Vacanze
- 2006–2008 Team Milram